# Valezim
Valezim ist eine Ortschaft und Gemeinde in Portugal.

## Geschichte
Hier bestand eine Siedlung der Castrokultur, von der jedoch nur sehr wenig übrig geblieben ist. Möglicherweise hielt sich um 150 v. Chr. Viriathus hier gelegentlich auf, im Kampf der Lusitaner gegen die vordrängenden Römer. Diese nannten den Ort vermutlich Vellcinus oder Vallecinus (etwa „kleines Tal“), woraus sich der heutige Name entwickelte.
Der heutige Ort entstand erst im Verlauf der mittelalterlichen Reconquista. Erste Stadtrechte erhielt Valezim 1201, die 1514 von König D. Manuel I. bestätigt und erneuert wurden. Er machte Valezim zeitgleich zur Verwaltungskleinstadt (Vila) und zum Sitz eines Kreises. Im Zuge der Verwaltungsreformen nach der Liberalen Revolution 1822 und dem 1834 folgenden Miguelistenkrieg wurde der Kreis Valezim 1836 aufgelöst und Loriga angegliedert. Sei dessen Auflösung 1855 gehört Valezim zu Seia.
Seit Anfang des 19. Jahrhunderts entstand hier eine Textilindustrie, ausgehend von der lokalen Wollproduktion. In der zweiten Hälfte des 19. Jahrhunderts verlor sie jedoch stetig an Bedeutung, als in anderen Orten der Region technologisch fortgeschrittene Unternehmen entstanden.

## Verwaltung
Valezim ist eine Gemeinde (Freguesia) im Kreis (Concelho) von Seia, Distrikt Guarda. Sie hat eine Fläche von 12,1 km² und 243 Einwohner (Stand 19. April 2021).